# Ra Kyung-min
Ra Kyung-min (in hangŭl: 라경민; 25 novembre 1976) è una giocatrice di badminton sudcoreana.

## Palmarès

### Olimpiadi
- 2 medaglie:
  - 1 argento (Atlanta 1996 nel doppio misto)
  - 1 bronzo (Atene 2004 nel doppio)

### Mondiali
- 5 medaglie:
  - 2 ori (Copenaghen 1999 nel doppio misto; Birmingham 2003 nel doppio misto)
  - 2 argenti (Copenaghen 1999 nel doppio; Siviglia 2001 nel doppio misto)
  - 1 bronzo (Siviglia 2001 nel doppio)

### Sudirman Cup
- 1 medaglia:
  - 1 oro (Eindhoven 2003 a squadre)

### Giochi asiatici
- 4 medaglie:
  - 4 ori (Bangkok 1998 nel doppio misto; Busan 2002 nel doppio; Busan 2002 nel doppio misto; Busan 2002 a squadre)